# Hyllisia vicina
Hyllisia vicina är en skalbaggsart som beskrevs av Stefan von Breuning 1982. Hyllisia vicina ingår i släktet Hyllisia och familjen långhorningar. Inga underarter finns listade i Catalogue of Life.